# 金南乳魚
金南乳魚，為輻鰭魚綱胡瓜魚目南乳魚科的其中一種。

## 分布
本魚分布於澳洲塔斯馬尼亞島的Sorel湖及Clyde河等流域。

## 生態
本魚棲息在湖泊與溪流的岩石區與長滿植物邊緣，偏愛靜止或逐漸流動的水域的湖中，體長可達24公分，屬肉食性，以昆蟲、昆蟲幼蟲與甲殼動物等為食。

## 扩展阅读
維基物種上的相關：金南乳魚